# Эфруси, Ева Марковна
Ева Марковна (Хава Мордковна) Эфруси (идиш חוה אפרתי‎, урождённая Бланк; 6 сентября 1870, Кишинёв, Бессарабская область — после 1938, Рига) — русский историк и педагог.

## Биография
Родилась в Кишинёве в еврейской купеческой второй гильдии семье. Отец, Мордко Абрамович Бланк (1837—?), вместе с мужем своей сестры были совладельцами крупной банковской «конторы Ефруси и Бланка» в Кишинёве (впоследствии с отделением в Одессе), мать — Гитл Бланк (1839—?). Сестра химика и публициста Рувима Марковича Бланка.
Окончила женскую гимназию в Кишинёве, затем историческое отделение Института всеобщего благосостояния во Франкфурте-на-Майне (Франкфуртский университет имени Иоганна Вольфганга Гёте). Некоторое время проживала в Одессе и Киеве. С 1891 года была замужем за своим двоюродным братом — публицистом Борисом Осиповичем (Бенционом Иосифовичем) Эфруси, с которым жила в Берлине и Париже, затем в Санкт-Петербурге. Принимала активное участие в деятельности партии социалистов-революционеров. В 1904 году вновь поселилась в Кишинёве.
Опубликовала ряд трудов по истории революционного движения в разных странах, русской истории Средневековья, учебник по истории России (1911).
В 1913—1915 годах написала двухтомный учебник по еврейской истории, который в переводе на идиш был издан в издательстве Бориса Клецкина (1875—1937) сначала в Киеве в 1918 году, затем в Вильне (1920, 1921) и стал одним из самых популярных учебных пособий по истории для еврейских школ. В первом томе рассматривалась социальная и экономическая история библейского периода, во втором томе — впервые на идише рассматривалась история эпохи Второго Храма. Позже она написала третий том, в котором рассматривалась история евреев в Средневековье. Все три тома были переизданы издательством Star Hebrew Book Company в США (1926), отдельное издание третьей части было осуществлено этим же издательством в 1931 году. В 1938 году в Варшаве также на идише вышла её монография «История евреев в Восточной Европе».
Публиковалась в периодических изданиях, посвящённых вопросам педагогики; так в 1922 году в виленском журнале «Ди найе шул» (новая школа, на идише) вышла её работа «Ди форшингс-методн фун дер библишер гешихте» (исследовательская методология библейской историографии).
В 1920-е годы работала научным сотрудником Русского заграничного исторического архива в Праге (в 1924—1928 годах — заведующая газетно-журнальным отделом). В конце 1920-х — начале 1930-х годах жила в Риге (Латвия), преподавала историю в средних еврейских школах.

## Семья
- Двоюродные сёстры и брат (со стороны отца) — доктор философских наук Полина Осиповна Эфрусси, доктор медицинских наук Зинаида Осиповна Мичник и писатель Юлий Аронович Клугман, в советское время публиковавшийся под псевдонимом Юрий Калугин.
- Племянники (дети двоюродных братьев и сестёр) — Яков Исаакович Эфрусси (Эфруси; 1900—1996), инженер-изобретатель в области радиотехники и телевидения; Борис Самойлович Эфрусси, генетик и молекулярный биолог; Елена Самойловна Эфрусси, музыкальный педагог; Анна Борисовна Закс, историк-музеевед.

## Публикации
- Е. М. Эфруси. Великая революция во Франции. — М.: Братья А. и И. Гранат и К°, 1908. — 140 с.; 2-е издание — М.: Русский библиографический институт Братья А. и И. Гранат и К°, 1917. — 126 с.
- Е. М. Эфруси. История России: Учебник и книга для чтения. — М.: «Сотрудник школ» А. К. Залесской, 1911. — 304 с.
- Е. М. Эфруси. Учебник русской истории. Элементарный курс для средних учебных заведений и городских училищ. — Одесса: Издание Общества для распространения просвещения между евреями в России, 1911.
- Е. М. Эфруси. Учебник по истории евреев. — Ч. 1: Древнейший или библейский период. — СПб.: Типография «Печатный труд», 1913. — 132 с.
- Е. М. Эфруси. Учебник по истории евреев. — Ч. 2: Период Второго Храма. — Одесса, 1915.
- Е. М. Эфруси. Новгородская республика (Господин Великий Новгород). Под редакцией Е. К. Брешко-Брешковской. — М.: Земля и воля, 1917. — 16 с.
- Е. М. Эфруси. Тернистый путь к свободе: Борьба против самодержавных порядков при царях из дома Романовых. Исторические очерки. Под редакцией Е. К. Брешко-Брешковской и О. С. Минора. — М.: Земля и воля, 1918. — 95 с.
- די געשיכטע פֿון ייִדישן פֿאָלק, לערנבוך (ди гешихте фун идишн фолк, лернбух — история еврейского народа, учебник). Первая часть: Библейский период. — Киев: Б. А. Клецкин, 1918. — 180 с.
- די געשיכטע פֿון ייִדישן פֿאָלק, לערנבוך (ди гешихте фун идишн фолк, лернбух — история еврейского народа, учебник). Вторая часть: Эпоха Второго Храма. — Киев: Б. А. Клецкин, 1918. — 207 с.
- יידישע געשיכטע: לערנבוך (идише гешихте: лернбух — учебник еврейской истории). Первый выпуск: Библейский период. — Вильна: Виленское издательство Б. А. Клецкин, 1920. — 180 с.
- יידישע געשיכטע: לערנבוך (идише гешихте: лернбух — учебник еврейской истории). Второй выпуск: Эпоха Второго Храма. — Вильна: Виленское издательство Б. А. Клецкин, 1921. — 207 с[6][7].
- ייִדישע געשיכטע פֿאַר שול און הױז (идише гешихте фар шул ун hойз — еврейская история для школы и дома). Первая часть: Библейский период. — Нью-Йорк: Star Hebrew Book Company, 1926. — 182 с[8].
- ייִדישע געשיכטע פֿאַר שול און הױז (идише гешихте фар шул ун hойз — еврейская история для школы и дома). Вторая часть: Эпоха Второго Храма. — Нью-Йорк: Star Hebrew Book Company, 1926. — 210 с[9].
- מיטלאַלטער, די ייִדן אין גלות (митлалтер, ди идн ин голес — средние века, евреи в изгнании). — Нью-Йорк: Star Hebrew Book Company, 1931. — 189 с.
- די געשיכטע פֿון ייִדן אין מיזרח-אײראָפּע (ди гешихте фун идн ин мизрех-эйропе — история евреев в Восточной Европе). Под редакцией Н. Мирера. — Варшава, 1938.

## Статьи
- Эфруси Е. Иуда Маккавей и его братья // Колосья. — Ноябрь 1915. — С. 17—30[10].
- Эфруси Е. Общие чтения в воскресных школах и беседы по русской истории // Вестник воспитания. — 1916. — № 8. — С. 139—162.
- Эфруси Е. Летняя детская площадка // РШЗР (Русская школа за рубежом). — Прага, 1931. — Кн. 34. — С. 453—460.

## Комментарии
1. ↑  У неё были также братья Айзик Мордкович (Александр Маркович) Бланк (1859), купец, и Нахман Мордкович Бланк (1864), сёстры Хая (1873) и Дыня (1877, врач), а также единокровные братья от второго брака отца.